# MPP+
Il MPP+ o 1-metil-4-fenilpiridinio è uno ione positivo, con formula C12H12N+, in grado di interferire con la fosforilazione ossidativa mitocondriale causando la deplezione di ATP e la conseguente morte cellulare. Inibisce inoltre la sintesi delle catecolamine e la tirosin idrossilasi.
La MPP+ si forma dalla MPTP nei tessuti cerebrali grazie alla trasformazione ossidativa operata delle MAO-B, enzimi mitocondriali. L'accumulo di tale tossina provoca la morte neuronale, in particolare delle popolazioni cellulari della substantia nigra, provocando un quadro Parkinson simile.
Il clorito di MPP+ è utilizzato come erbicida con il nome di cyperquat, un analogo del paraquat.